# Sorceress
Sorceress (engl. für „Zauberin“) ist das zwölfte Studioalbum der schwedischen Progressive-Metal-Band Opeth, welches am 30. September 2016 über das bandeigene Imprint Moderbolaget Records erstmals beim neuen Label der Band Nuclear Blast erschien. Am 1. August 2016 wurde bereits der Titeltrack als Single ausgekoppelt, zu der es auch ein offizielles Video mit Texteinblendung gibt.
Das Album wurde im walisischen Rockfield Studio aufgenommen, wo bereits Pale Communion entstand. Bereits im Vorfeld kündigte die Band an, das Album sei „dunkler“, „intensiver“ und „heavier“ als die beiden vorherigen.
Das Album stieg erstmals auf Platz 1 in den deutschen Albumcharts ein und erreichte Notierungen in der Schweiz, im Vereinigten Königreich, in den Vereinigten Staaten, in Österreich und Schweden.

## Entstehung
Bandleader Michael Åkerfeldt erklärte zur Entstehung auf der Homepage seiner Plattenfirma: „Das neue Album Sorceress ist unser 12. Studioalbum seit dem Anfang der Neunziger. Ich finde es schwer, mir vorzustellen, dass wir wirklich schon seit 26 Jahren aktiv sind und ganze zwölf Alben produziert haben. Das macht mich sehr stolz und Sorceress ist keine Ausnahme. Ich liebe das Album und der Band geht es genauso. Ich schrieb die Musik in einer Zeitspanne von fünf bis sechs Monaten, doch es brauchte uns nur 12 Tage, das Album in den Rockfield Studios aufzunehmen. Wieder einmal machten wir damit einen Schritt vorwärts. Oder zur Seite. Oder rückwärts. Egal, auf jeden Fall ist es anders – und sehr abwechslungsreich. […] Sie ist sowohl frisch als auch klassisch, progressiv und nostalgisch. Hart und sanft. […]“
Obwohl Akerfeldt Sorceress nicht als Konzeptalbum sieht, befassen sich mehrere Lieder mit den gefährlichen Aspekten der Liebe. In einem Interview mit dem amerikanischen Rolling Stone erklärte er: „Ich habe versucht, Inspiration aus den negativen Aspekten der Liebe zu ziehen: der Eifersucht, dem Hirnfick, der Paranoia und allem, was mit dem kommt, was ultimativ ein schönes Gefühl ist. Es ist etwas, das ich in meinem Leben sehr hoch einschätze, was aber einen echt zerstörerischen Effekt auf dich haben kann, so wie bei mir.“ Als eine weitere Inspiration bei der Entstehung des Albums gab Åkerfeldt die italienische Prog-Band Il Paese dei Balocchi und deren gleichnamiges Album aus dem Jahre 1972 an.

## Titelliste

### Album
1. Persephone – 1:52
2. Sorceress – 5:48
3. The Wilde Flowers – 6:44
4. Will O The Wisp – 5:07
5. Chrysalis – 7:17
6. Sorceress 2 – 3:48
7. The Seventh Sojourn – 5:30
8. Strange Brew – 8:46
9. A Fleeting Glance – 5:09
10. Era – 5:41
11. Persephone (Slight Return) – 0:54

### Bonus-CD
1. The Ward – 3:13
2. Spring MCMLXXIV – 6:11
3. Cusp of Eternity (live) – 5:44
4. The Drapery Falls (live) – 10:23
5. Voice of Treason (live) – 8:11

Quelle:

## Tournee
Ab dem 19. August 2016 ging Opeth auf eine weltweite Tour, welche mit einem Auftritt auf dem Pukkelpop Festival 2016 im belgischen Kiwit-Hasselt starten wird, danach über mehrere Termine in den USA, Kanada und Mexiko führen wird, bevor sie Europa zurückkehren soll, wo sie am 24. November 2016 in Berlin enden wird.

## Kommerzieller Erfolg
Sorceress verkaufte sich in den Vereinigten Staaten 16.000 mal in der ersten Verkaufswoche, wodurch das Album auf Platz 24 in den US-amerikanischen Albumcharts einsteigen konnte. In Deutschland schaffte das Album den Einstieg auf Platz eins, sodass Sorceress das erste Nummer-eins-Album der Band überhaupt ist. Darüber hinaus erreichte die Vinylplatte ebenfalls für einen Monat die Spitzenposition der deutschen Vinylcharts. Zudem erreichte das Album Notierungen in der Schweiz und Österreich, wo es jeweils unter den zehn meistverkauften Alben landete, während im Vereinigten Königreich eine Platzierung in den Top Ten denkbar knapp verpasst wurde. In Schweden stieg Sorceress auf der Sieben ein.

## Rezeption
Von der deutschen Fachpresse erhielt Sorceress überwiegend positive Kritiken. So schrieb Matthias Mineur vom Classic Rock, dass sich Mikael Åkerfeld mit Opeth noch weiter in jazzige Regionen gewagt haben, als noch auf dem Vorgängerwerk Pale Communion aus dem Jahr 2014. Dabei habe er sich an musikalische Legenden der 1970er-Jahre wie Jethro Tull, Wishbone Ash und King Crimson orientiert. Das Lied Will O The Wisp, welches Ian Anderson gewidmet ist, wird dabei als das Opeth-Pendant zu Dun Ringill von Stormwatch aus dem Jahr 1979 beschrieben. Nik Brückner, einer der Rezensenten der Babyblauen Seiten schreibt, dass das Album ein bluesiges Retro-Rock-Werk mit vorübergehenden Prog-Anteilen geworden ist, was auch Marc Colling aufgefallen ist. Er schrieb, dass das Album an Pale Communion anknüpft und sich somit nun gänzlich von ihren musikalischen Wurzeln losgelöst haben. Wie Brückner kommt auch Colling zu dem Schluss, dass das Werk für Prog-Fans von Frickelorgien nicht geeignet sei, allerdings für jeden Fan, die ein hochwertiges Prog-Rock-Album erwarten sehr empfehlenswert ist.
Marc Halupczok vom deutschen Metal Hammer schreibt, dass die Gruppe auf Sorceress Fans des Albums Ghost Reveries in die heutige Musik von Opeth einführen wollen. Allerdings finden sich auf dem Album viele Kritikpunkte für die zuletzt enttäuschten Fans alter Tage. Dennoch sei Sorceress ein gutklassiges Album einer außergewöhnlichen Band. Manuel Berger von Laut.de vergab gar die Höchstwertung, obwohl das Album phasenweise ziemlich glatt wirkt. Dennoch habe es die Band geschafft, ein weiteres Puzzleteil zu kreieren, das vorher so nicht vorhanden war. Berger geht davon aus, dass auch das kommende Album ein Erfolg sein wird. Auch Alex Klug von Metal.de zeigt sich sichtlich von Sorceress angetan, auch wenn er erkennt, dass das Album in der zweiten Hälfte leicht einknickt. Thomas Berger von Powermetal.de macht als einzigen Kritikpunkt den Klang aus, denn er beschreibt, dass die Band bereits seit zwei Alben gleich klingt und der Sound nur weiter ausgebaut wird. Dennoch sei Sorceress ein Werk mit viel Charme, Flair und Charakter, die die Liebe zur Musik spürbar machen.